# Убертино (Бјела)
Убертино је насеље у Италији у округу Бијела, региону Пијемонт.
Према процени из 2011. у насељу је живело 32 становника. Насеље се налази на надморској висини од 550 м.